# صدری کیوان
صدری کیوان (زاده ۱۳۰۵) حقوق‌دان، نویسنده، سیاست‌مدار و مدیر ارشد اجرایی ایرانی است، که در دوره‌های بیست و یکم، بیست و دوم، بیست و سوم و بیست و چهارم مجلس شورای ملی بعنوان نماینده اهواز از استان خوزستان در مجلس شورای ملی حضور داشت.